# Ait Saghrouchen
Ait Saghrouchen (franska: Ait Saghrouchen (CR), Ait Saghrouchen (Commune Rurale), arabiska: فيفي) är en kommun i Marocko.   Den ligger i provinsen Taza och regionen Fès-Meknès, i den nordöstra delen av landet, 220 km öster om huvudstaden Rabat. Antalet invånare är 16 362.